# Diagramme de classes

Exemple de diagramme de classes.

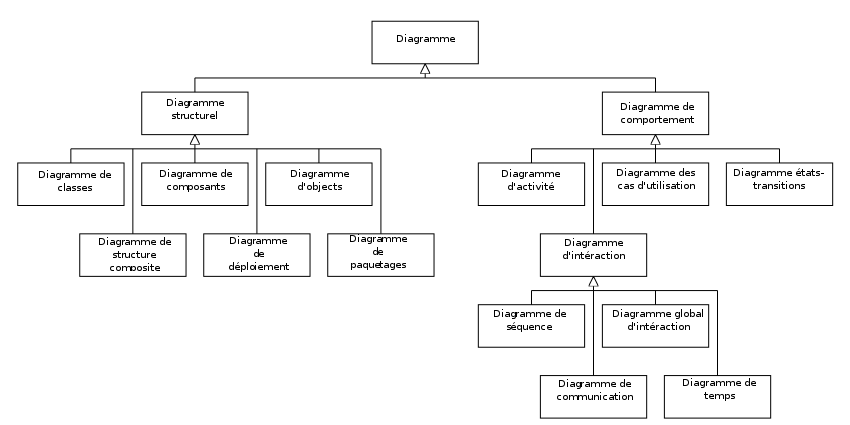
La hiérarchie des diagrammes UML 2.0 sous forme d'un diagramme de classes.

Le diagramme de classes est un schéma utilisé en génie logiciel pour présenter les classes et les interfaces des systèmes ainsi que leurs relations. Ce diagramme fait partie de la partie statique d'UML, ne s'intéressant pas aux aspects temporels et dynamiques.
Une classe décrit les responsabilités, le comportement et le type d'un ensemble d'objets. Les éléments de cet ensemble sont les instances de la classe.
Une classe est un ensemble de fonctions et de données (attributs) qui sont liées ensemble par un champ sémantique. Les classes sont utilisées dans la programmation orientée objet. Elles permettent de modéliser un programme et ainsi de découper une tâche complexe en plusieurs petits travaux simples.
Les classes peuvent être reliées grâce au mécanisme d'héritage qui permet de mettre en évidence des relations de parenté. D'autres relations sont possibles entre des classes, représentées par un arc spécifique dans le diagramme de classes.
Elles sont finalement instanciées pour créer des objets (une classe est un moule à objet : elle décrit les caractéristiques des objets, les objets contiennent leurs valeurs propres pour chacune de ces caractéristiques lorsqu'ils sont instanciés).

## Schéma d'une classe

Modèle d'une simple classe.

Une classe est représentée par un rectangle séparé en trois parties :
- la première partie contient le nom de la classe
- la seconde contient les attributs de la classe
- la dernière contient les méthodes de la classe

La seconde et la dernière représentent le comportement de la classe.

### Première partie: le nom de la classe

Modèle d'une classe abstraite.

Modèle d'une classe template.

Il est écrit dans le rectangle du haut.
Dans une classe classique, le nom est écrit en romain (exemple : « ClasseClassique »).
Le nom des classes abstraites est écrit en italique (exemple : ClasseAbstraite).
Les classes template ont, dans leur angle supérieur droit, un rectangle dont la bordure est en pointillé et qui contient les types des paramètres.

### Seconde partie: les attributs
La syntaxe d'un attribut est la suivante :
Visibilité nomAttribut  : typeAttribut[multiplicité] = Initialisation ;

#### Visibilité
La notion de visibilité indique qui peut avoir accès à l'attribut.
Elle ne peut prendre que quatre valeurs :
| Caractère | Rôle          | Mot clé   | Description                                                                           |
| --------- | ------------- | --------- | ------------------------------------------------------------------------------------- |
| +         | accès public  | public    | Toutes les autres classes ont accès à cet attribut.                                   |
| #         | accès protégé | protected | Seules la classe elle-même et les classes filles (héritage) ont accès à cet attribut. |
| ~         | accès package | package   | Classe visible uniquement dans le package.                                            |
| -         | accès privé   | private   | Seule la classe elle-même a accès à cet attribut.                                     |

Afin de respecter le principe fondamental d'encapsulation, tous les attributs devraient être privés.
Pour qu'un attribut privé ou protégé soit récupérable, on utilise en général un getter (ou accesseur);
pour qu'il soit modifiable, on utilise en général un setter (ou mutateur).

#### Nom
Il ne doit pas comporter d'espaces, de signes de ponctuation ou d'accents.
Pour remplacer les espaces, plusieurs conventions existent : on peut intercaler un symbole _ entre les mots ou utiliser la méthode CamelCase qui consiste à mettre la première lettre de chaque mot en capitale (par exemple, nom de l'objet peut devenir : nom_objet ou NomObjet).

#### Multiplicité
La multiplicité représente le nombre de fois où la variable peut intervenir.
Elle est représentée entre crochets.
Par exemple, si une personne possède deux numéros de téléphone, on préfèrera noTelephones[2] à noTelephone1 et noTelephone2.

#### Exemple
```
//attribut public prenom de type string (chaine de caractères)

```

+ prenom : string
```
//attribut privé age de type int (entier)

```

- age : int

### Troisième partie: les méthodes
La syntaxe d'une méthode est la suivante :
Visibilité nomFonction(directionParamètreN nomParamètreN : typeParamètreN) : typeRetour

#### Visibilité
La notion de visibilité est la même que celle des attributs.

#### Direction du paramètre
Indique si le paramètre est rentrant (in), s'il est sortant (out) ou s'il est rentrant et sortant (inout).

#### Exemples de méthode
```
//méthode publique getAge() retournant un entier

```

+ getAge() : int
```
//méthode protégée calculerAge() prenant comme paramètre dateNaissance de type Date et ne retournant rien (void)

```

# calculerAge(in dateNaissance : Date) : void

## Relations entre les classes
Ces relations ne sont pas propres aux diagrammes de classes, elles peuvent également s'appliquer à l'ensemble des diagrammes statiques.

### Héritage

T' hérite de T.

L'héritage est un principe de division par généralisation et spécialisation, représenté par un trait reliant les deux classes et dont l'extrémité du côté de la classe mère comporte un triangle.
La classe fille hérite de tous les attributs et méthodes, qu'ils soient publics, protégés ou privés.
Cependant, elle ne peut pas utiliser directement les attributs et méthodes privés (que ce soit en lecture ou en écriture), sauf par l'intermédiaire d'une méthode héritée (publique ou protégée).

### Association

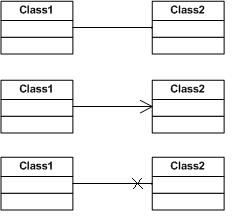
Navigabilité des associations
1- Bidirectionnelle
2- Mono-directionnelle, Invocation de méthode
3- interdit une association.

L'association est une connexion sémantique entre deux classes (relation logique). Une association peut être nommée. L'invocation d'une méthode est une association. Elle peut être binaire, dans ce cas elle est représentée par un simple trait, ou n-aire, les classes sont reliées à un losange par des traits simples. Ces relations peuvent être nommées. L'association n'est utilisée que dans les diagrammes de classe.
multiplicité : comparable aux cardinalités du système Merise, sert à compter le nombre minimum et maximum d'instances de chaque classe dans la relation liant 2 ou plusieurs classes.
navigabilité : les associations sont bidirectionnelles et peuvent être parcourues dans les 2 sens. Lorsque l’association est contrainte pour devenir unidirectionnelle, le sens de navigation qui reste possible est spécifié par une flèche.
Il est préférable de laisser les associations bidirectionnelles.
UML autorise d’alerter sur le sens de la navigation interdit avec une croix en plus de la flèche.

### Agrégation

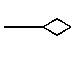
Agrégation.

L'agrégation est une association avec relation de subordination, représentée par un trait reliant les deux classes et dont l'origine se distingue de l'autre extrémité (la classe subordonnée) par un losange vide. Une des classes regroupe d'autres classes. L'objet T utilise une instance de la classe T'.

### Composition

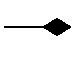
Composition.

La composition est une agrégation avec cycle de vie dépendant : la classe composante est détruite lorsque la classe composée (ou classe composite) disparaît. L'origine de cette association est représentée par un losange plein. L'objet T' est composé de T.

### Dépendance
Implique qu'une ou plusieurs méthodes reçoivent un objet d'un type d'une autre classe. Il n'y a pas de liaison en ce qui concerne la destruction d'objets mais une dépendance est quand même là. Elle est symbolisée par une flèche en pointillés, dont son extrémité possède trois traits qui se coupent en un même point.

## Exemple de code
Certains logiciels IDE permettent de générer automatiquement le code source correspondant au diagramme de classes.
Le code source Java suivant correspond au schéma UML de Animal, Chat et Animalerie :
```
/* Déclaration des classes */

public
 
class
 
Animal

 
{

   
/**

   * Nom de l'Animal

   */

   
protected
 
String
 
nom
;

   
/**

    * Cri de l'Animal

    */

   
protected
 
Son
 
cri
;

    
/**

     * Constructeur de la classe Animal

     */

   
public
 
Animal
(
String
 
nom
,
 
String
 
sonChemin
)
 
{

       
this
.
nom
 
=
 
nom
;
 

       
this
.
cri
 
=
 
new
 
Son
(
sonChemin
);
 

   
}

   

   
/**

    * Returne le Nom de l'Animal

    */
 

   
public
 
String
 
nom
(){

       
return
 
this
.
nom
;

   
}

   
/**

    * Returne le cri de l'Animal

    */

   
public
 
Son
 
cri
(){

       
return
 
this
.
cri
;
 

   
}

 
}

public
 
class
 
Son

 
{

    
/**

     * Nom du fichier son

     */
 

   
private
 
String
 
nomFichier
;

   

   
/**

    * Constructeur

    */

   
public
 
Son
(
String
 
fichier
)

    
{

       
this
.
nomFichier
 
=
 
fichier
;

    
}

    
/**

     * Permet une lecture du Son

     */

   
public
 
void
 
lire
()
 
{
 
...
 
}

   

   
/** 

    * Arrete la lecture du Son

    */

   
public
 
void
 
stop
()
 
{
 
...
 
}

 
}

public
 
class
 
Chat
 
extends
 
Animal
                
//Héritage

 
{
 

   
/**

    * Constructeur

    */

   
public
 
Chat
(
String
 
nom
)
 

    
{

       
super
(
nom
,
 
"miaulement.ogg"
);
           
//Appel du Constructeur d'Animal

    
}

 
}

public
 
class
 
Animalerie

{

   

   
/**

    * Liste de tous les Animaux

    */

  
private
 
LinkedList
<
Animal
>
 
members
;

  

  
/**

   * Constructeur

   */

  
public
 
Animalerie
(){

      
this
.
members
 
=
 
new
 
LinkedList
<
Animal
>
();
   
//Agrégation

  
}

  

  
/**

   * Ajout d'un Animal dans l'Animalerie

   */
 

  
public
 
void
 
ajouteAnimal
(
Animal
 
monanimal
)
 
{

      
members
.
add
(
monanimal
);

  
}

};

```